# Schizostege lidgatii
Schizostege lidgatii là một loài thực vật có mạch trong họ Pteridaceae. Loài này được (Baker) Hillebr. miêu tả khoa học đầu tiên năm 1888.